# Provinsen Maine
Provinsen Maine (engelska: Province of Maine) syftar på flera olika engelska besittningar under 1600-talet, belägna vid Nordamerikas nordöstkust. Områdena omfattade delar av vad som senare kom att bli de amerikanska delstaterna Maine, New Hampshire och Vermont, samt de kanadensiska provinserna New Brunswick och Québec. Slutligen uppgick området i Massachusetts Bay-kolonin under 1650-talet, innan Maine blev amerikansk delstat den 15 mars 1820.

### Fotnoter
1. ↑  ”US States L-M” (på engelska). World Statesmen. http://www.worldstatesmen.org/US_states_L-M.html#Maine. Läst 18 maj 2013.